# Vampire Hunter D (film)
Vampire Hunter D (吸血鬼ハンターD?, Kyūketsuki Hantā Dī) è un film OAV del 1985, tratto dall'omonima light novel.

## Trama
La storia racconta le avventure di Doris Lang, che, dopo essere stata morsa dal Conte Lee, un vampiro di 10000 anni, con l’intento di trasformarla in un vampiro e farne la sua sposa, decide di ingaggiare un cacciatore di vampiri di nome D. Quest’ultimo combatterà per salvare la vita di Doris e impedire la sua trasformazione.